# اختبار مسبق
الاختبارُ الخلفيّ أو الاختبارُ المسبقُ أو الاختبارُ الرجعيُّ أو الاختبارُ المبدئيُّ(بالإنجليزية: Backtesting) هو مصطلح يستخدم في النمذجة للإشارة إلى اختبار نموذج تنبؤي على بيانات تاريخية. الاختبار المبدئي Backtesting هو نوع من الاسترجاع، ونوع خاص من التصديق المتقاطع يُطبَّق على الفترة (أو الفترات) الزمنية السابقة.

## تحليل ماليّ
في استراتيجيات التداول أو استراتيجيات الاستثمار أو نمذجة المخاطر، يهدف الاختبار الخلفيّ إلى تقييم أداء استراتيجية أو نموذج إذا تم استخدامه خلال فترة سابقة. يتطلب هذا محاكاة الظروف السابقة بتفاصيل كافية، مما يجعل أحد القيود على الاختبار المُسبق هو الحاجة إلى بيانات تاريخية مفصلة. القيد الثاني هو العجز عن نمذجة الاستراتيجيات التي من شأنها أن تؤثر على الأسعار التاريخية. أخيرًا، فإن الاختبارُ الخلفيّ backtesting، مثل طرق النمذجة الأخرى، محدود بسبب فرط التجهيز overfitting المحتمل. وهذا يعني أنه غالبًا ما يُمكن العثور على إستراتيجية كانت ستنجح في الماضي، ولكنها لن تعمل بشكل جيد في المستقبل. بالرغم من تلك القيود، فإن الاختبارُ الخلفيّ يوفر معلومات غير متاحة عند اختبار النماذج والاستراتيجيات على بيانات اصطناعيَّة.
تاريخيًا، لم يتم إجراء الاختبارُ الخلفيّ إلا من قبل المؤسسات الكبيرة ومديري الأموال المحترفين نظرًا لتكلفة الحصول على مجموعات البيانات التفصيلية واستخدامها. ومع ذلك، يتم استخدام التداول الخلفيّ backtrading بشكل متزايد على نطاق أوسع، وظهرت منصات اختبار خلفيّ مستقلة على الويب. على الرغم من استخدام هذه التقنية على نطاق واسع، إلا أنها عرضة للضعف. تتطلب اللوائح المالية لاتفاقية بازل من المؤسسات المالية الكبيرة اختبار نماذج مخاطر معينة.

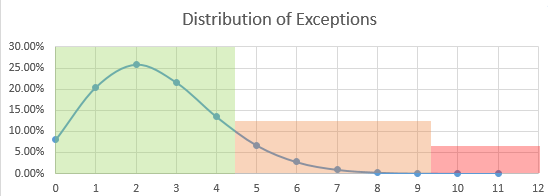
استثناءات الاختبار الخلفي 1Dx250

بالنسبة للقيمة المعرضة للخطر (القيمة الحرجة) لمدة يوم واحد بنسبة 99٪ اختُبِرت مسبقًا 250 يومًا على التوالي، يعتبر الاختبار أخضرًا (0-95٪) أو برتقاليًا (95-99.99٪) أو أحمرًا (99.99-100٪) اعتمادًا على الجدول التالي:

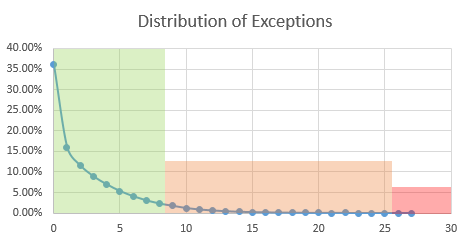
استثناءات الاختبار الخلفي 10Dx250

| منطقة     | عدد الاستثناءات | احتمالا | الركام  |
| --------- | --------------- | ------- | ------- |
| لون أخضر  | 0               | 8.11٪   | 8.11٪   |
| لون أخضر  | 1               | 20.47٪  | 28.58٪  |
| لون أخضر  | 2               | 25.74٪  | 54.32٪  |
| لون أخضر  | 3               | 21.49٪  | 75.81٪  |
| لون أخضر  | 4               | 13.41٪  | 89.22٪  |
| البرتقالي | 5               | 6.66٪   | 95.88٪  |
| البرتقالي | 6               | 2.75٪   | 98.63٪  |
| البرتقالي | 7               | 0.97٪   | 99.60٪  |
| البرتقالي | 8               | 0.30٪   | 99.89٪  |
| البرتقالي | 9               | 0.08٪   | 99.97٪  |
| أحمر      | 10              | 0.02٪   | 99.99٪  |
| أحمر      | 11              | 0.00٪   | 100.00٪ |
| أحمر      | . . .           | . . .   | . . .   |

بالنسبة للقيمة المعرضة للخطر-(الحرجة)- لمدة 10 أيام بنسبة 99٪ اختُبِرت مسبقًا 250 يومًا على التوالي، يعتبر الاختبار أخضرًا (0-95٪) أو برتقاليًا (95-99.99٪) أو أحمرًا (99.99-100٪) اعتمادًا على الجدول التالي:
| منطقة     | عدد الاستثناءات | احتمالا | الركام |
| --------- | --------------- | ------- | ------ |
| لون أخضر  | 0               | 36.02٪  | 36.02٪ |
| لون أخضر  | 1               | 15.99٪  | 52.01٪ |
| لون أخضر  | 2               | 11.58٪  | 63.59٪ |
| لون أخضر  | 3               | 8.90٪   | 72.49٪ |
| لون أخضر  | 4               | 6.96٪   | 79.44٪ |
| لون أخضر  | 5               | 5.33٪   | 84.78٪ |
| لون أخضر  | 6               | 4.07٪   | 88.85٪ |
| لون أخضر  | 7               | 3.05٪   | 79.44٪ |
| لون أخضر  | 8               | 2.28٪   | 94.17٪ |
| البرتقالي | 9               | 1.74٪   | 95.91٪ |
| البرتقالي | . . .           | . . .   | . . .  |
| البرتقالي | 24              | 0.01٪   | 99.99٪ |
| أحمر      | 25              | 0.00٪   | 99.99٪ |
| أحمر      | . . .           | . . .   | . . .  |

## توقعالماضيHindcast

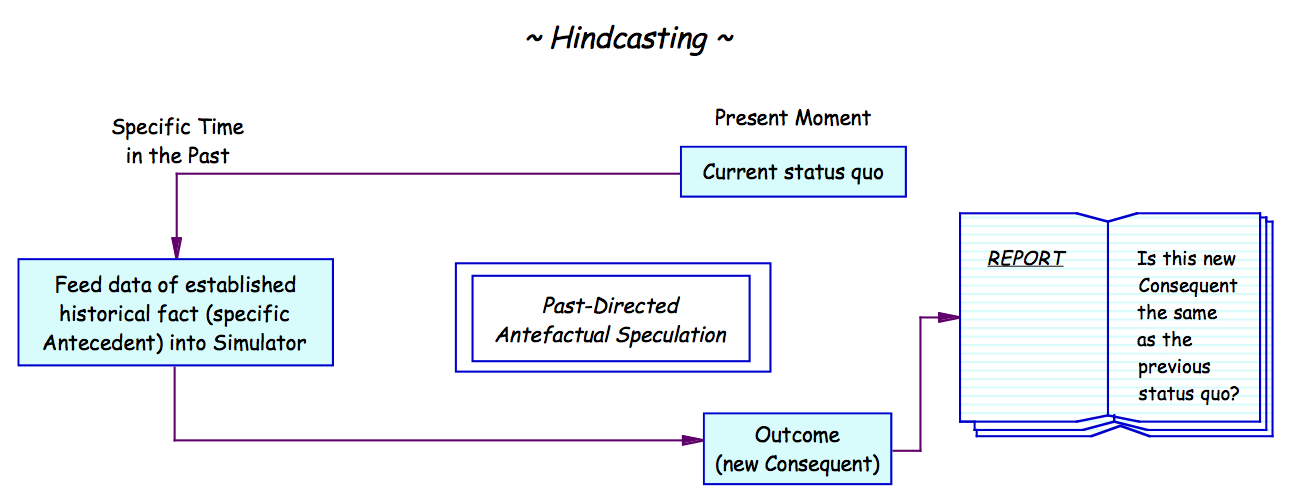
التمثيل الزمني للتكهن بالماضي.

في علم المحيطات وعلم الأرصاد الجوية، يُعرف الاختبار المسبق أيضًا باسم توقع الماضيي(أو التكهن بالماضي أو التوقع الرجعي): وهو طريقة لاختبار نموذج رياضي؛ يقوم الباحثون بإدخال المدخلات -المعروفة أو المقدرة بعناية- للأحداث الماضية في النموذج لمعرفة مدى تطابق المخرجات مع النتائج المعروفة.
عادةً ما يشير توقع الماضي إلى تكامل النموذج العددي لفترة تاريخية حيث لم يتم استيعاب أي ملاحظات. هذا يميز التشغيل المؤخر من إعادة التحليل. تعتبر الملاحظات الأوقيانوغرافية للملوحة ودرجة الحرارة وكذلك ملاحظات بارامترات الموجات السطحية مثل ارتفاع الموجة الهامة أكثر ندرة من ملاحظات الأرصاد الجوية، مما يجعل التنبؤ المتأخر أكثر شيوعًا في علم المحيطات منه في الأرصاد الجوية. أيضًا، نظرًا لأن الموجات السطحية تمثل نظامًا قسريًا حيث تكون الرياح هي القوة المولدة الوحيدة، غالبًا ما يُعتبر توقع الموجات الخلفية مناسبًا لتوليد تمثيل معقول لمناخ الأمواج مع القليل من الحاجة إلى إعادة تحليل كاملة. يستخدم علماء الهيدرولوجيا التنبؤ المتأخر لتدفقات مجاري الأنماط.
أحد الأمثلة على توقع الماضي (التكهن) هو إدخال التأثيرات المناخية (الأحداث التي تفرض التغيير) في نموذج المناخ. إذا أظهر توقع الماضي استجابة مناخية دقيقة بشكل معقول، فسيتم اعتبار النموذج ناجحًا.
يعد مشروع إعادة التحليل ECMWF مثالاً على إعادة تحليل الغلاف الجوي المشترك إلى جانب تكامل نموذج الموجة حيث لم يتم استيعاب أي معلمات موجية، مما يجعل الجزء الموجي عبارة عن مسار خلفي.